# GTL
GTL-логіка (Gunning transceiver logic, GTL) — один із видів низькорівневої надшвидкодіючої серії мікросхем цифрової логіки. Він має розмах напруги між 0,4 і 1,2 вольта — значно нижче, ніж використовувані в TTL і КМОН. Максимальна частота сигналів задається на рівні 100 МГц, хоча деякі додатки використовують вищі частоти. GTL визначається JEDEC в стандарті JESD 8-3 (1993) і був винайдений Вільямом Ганнінгом (Gunning), який працював на Xerox в дослідницькому центрі Пало-Альто.
Значну частину мікросхем даної серії розроблено для передавання й прийому сигналів по довгих узгоджених лініях.
Мікросхеми цієї серії можуть використовуватися для сполучення низькорівневих схем LVTTL (Uss = 3,3 V) з CMOS і TTL 5-вольтовими серіями, оскільки мають виходи з відкритими колекторами. Вхідний каскад приймача сигналів є диференціальним, на один вхід його (Vin) подається сигнал, а на другому опорна напруга зміщення з зовнішнього джерела (Vref). Вихідний каскад виконаний на транзисторі з відкритим стоком. Коли транзистор відкритий, напруга на виході визначається напругою зовнішнього джерела живлення (Vdd), а коли закритий, у колі протікає струм порядку 40 мА при вихідній напрузі близько 0,4 В. Обидва кінці сполучної лінії повинні через опір 50 Ом з'єднуватися з джерелом живлення Vdd (1,2 V). Для реалізації функції Live insertion необхідно подати напругу зміщення 2,1 V на вхід Bias Voltage.
Усі FSB-шини Intel використовують GTL. Станом на 2008, GTL у цих шинах має максимальну частоту 1,6 ГГц. Системні FSB-шини від Intel Pentium Pro, Pentium II і Pentium III мікропроцесорів використовує GTL+ (або GTLP), розроблений Fairchild Semiconductor, версії GTL, яка визначає час наростання і вищі рівні напруги. AGTL+ означає покращену (advanced) логіку. Це версії GTL, які використовують мікропроцесори Intel.